# Bidar (ciutat)
Bidar (kannada ಬೀದರ್)) és una ciutat i taluka del districte de Bidar a Karnataka (Índia), capital d'aquest districte. Està situada a 17° 54′ N, 77° 33′ E / 17.9°N,77.55°E. La població (2001) era de 172.298 habitants (1881: 9.730, 1891: 11.315, i 1901: 11.367).

## Història
Vegeu: Districte de Bidar i Sultanat de Bidar

## Llocs interessants

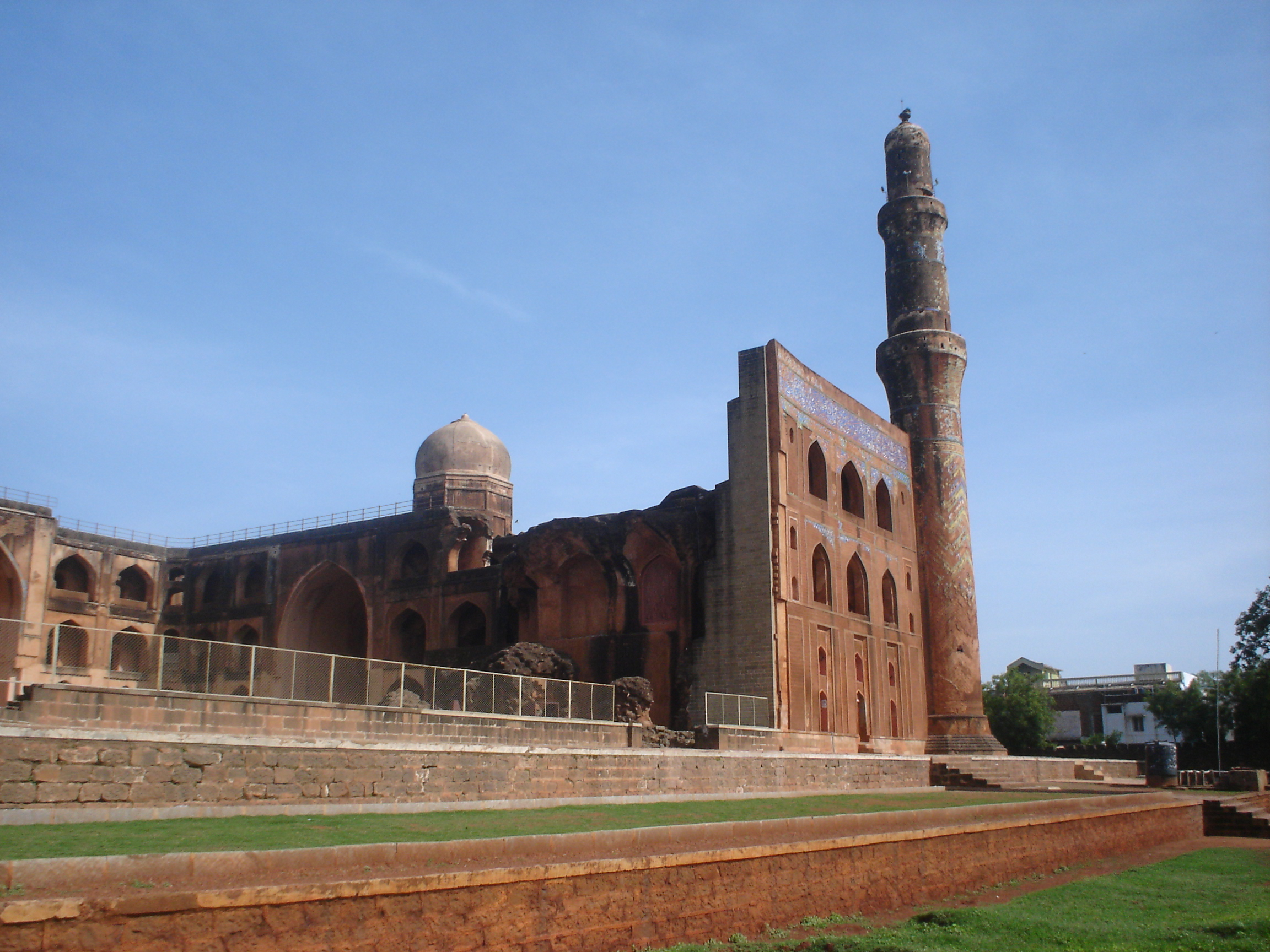
Arabic University Mahmud Gawan

- Temples de Narasimha Zarna, Papa Nashini, Basvesvara, i Guru Nanak Jhira Gurudwara
- Fort de Bidar
- Mesquita de Bidar
- Nayee kamaan
- Madrassa Mahmud Gawan
- Choubara (torre)
- Mausoleus de sants locals
- Cenotàfis dels sultans baridshàhides i de 12 sultans bahmànides
- Tomba de Mahmud Gawan
- Jardins dels baridshàhides
- Kalyani shariff,
- Coves (segle XII)
- Fort de Kalyani